# Среди учителей
«Среди учителей» — картина российского художника Василия Дмитриевича Поленова (1844—1927), произведение зрелого периода его творчества.

## История создания и судьба картины
Картина «Среди учителей» создана художником в 1896 году, но работать над ней Поленов начал ещё в 1895 году, находясь в Риме. Это была первая, по выражению самого художника, «тематическая» картина цикла из жизни Христа, который Поленов создавал на протяжении тринадцати лет с 1896 по 1909 годы (к этому времени им были уже созданы картины «Христос и грешница», «На Генисаретском озере» и «На горе. Отдых»).
Художник читал священные тексты, труды по истории религии Эрнста Ренана и других либеральных протестантских теологов. В пояснительной рукописи к картине «Среди учителей» художник подробно характеризует каждого персонажа, размышляя о том, что мог воспринять от этих ветхозаветных мудрецов отрок Иисус. Поленов разворачивает в картине сцену взаимного обмена мудростью Христа — носителя нового религиозного учения, и Гиллела — представителя старого иудейского учения.
В настоящее время она находится в коллекции Государственной Третьяковской галереи. Инвентарный номер картины — 2806. Она была приобретена владельцем частной галереи П. М. Третьяковым в 1896 году у самого автора. Техника, в которой создана картина — масляная живопись по холсту. Её размер — 150 на 272,8 сантиметров. Справа внизу — подпись автора и дата завершения: «ВПолѣновъ 1896» (буквы «В» и «П» переплетены).
Сохранилось некоторое количество эскизов к картине «Среди учителей». В Третьяковской галерее хранится, например, один из таких эскизов. Он был выполнен в 1895 году. Техника выполнения эскиза — холст на картоне, масло. Размер эскиза — 17,5 на 30 сантиметров. Справа внизу холста — подпись-монограмма: «ВП». Эскиз поступил в музей из собрания К. Ф. Колесникова в Москве. Инвентарный номер эскиза в коллекции Третьяковской галереи — 10960. Ещё один эскиз картины (техника — бумага, акварель, графитный карандаш), выполненный в 1894 году, также находится в Третьяковской галерее (его инвентарный номер — 7398).
Сохранилось также некоторое количество этюдов (на них представлены лица наиболее значимых героев картины). Вот эти этюды (все они хранятся в Третьяковской галерее):
- «Голова мальчика», датируется 1895 годом. Холст на картоне, масло. Размер: 19 × 15 сантиметров. Инвентарный номер — 4778. Этюд поступил в 1920 году.
- «Араб». Датируется 1895 годом. Холст, масло. Размер: 28,3 × 21,8. Инвентарный номер — 2805.
- «Рабби Гиллел». Датируется 1895 годом. Холст на картоне, масло. Размер: 71,5 × 50,5. Инвентарный номер — Ж-1705. Этюд приобретён в 2000 году у В. С. Линского.
- «Голова араба». Датируется 1895 годом. Холст на картоне, масло. Размер: 25 × 17. Инвентарный номер — Ж-280. Этюд поступил в 1961 году[4].

## Сюжет картины
Основой для картины послужил эпизод в Евангелии от Луки (Глава II, стихи 40—52), рассказывающий о детстве Иисуса. Эта картина является следующей по хронологии жизни Христа (весь цикл мог включать по разным данным от 65 до 72 картин) после картины «Исполнялся премудрости», где он изображён прилежно постигающим знания. Вот как рассказывает евангелист этот эпизод: когда Иисусу исполнилось двенадцать лет, родители взяли его в Иерусалим на Пасху. Возвращаясь с праздника обратно в Назарет, родители не нашли рядом с собой мальчика и подумали, что он идёт в Назарет с другими родственниками. Но пройдя дневной путь, они так и не нашли его среди путников, поэтому вернулись обратно в Иерусалим. Мальчика родители нашли через три дня после потери. Он сидел в храме среди учителей, слушал их и задавал им вопросы. Присутствовавшие изумлялись мудрости его ответов и глубине знаний мальчика. Родители взяли подростка домой в Назарет.
«41 И ходили родители Его каждый год в Иерусалим на праздник Пасхи. 42 И по достижении Им двенадцати лет, когда восходили они в Иерусалим по обычаю Праздника, 43 и совершили положенные дни, — при возвращении остался Отрок Иисус в Иерусалиме, и не заметили этого родители Его. 44 Думая же, что Он со спутниками, прошли они дневной путь и стали искать Его среди родственников и знакомых, 45 и не найдя, возвратились в Иерусалим, ища Его. 46 И было: через три дня нашли они Его в храме, сидящего между учителями и слушающего их и задающего им вопросы; 47 и изумлялись все слушающие Его разуму и ответам Его. 48 И увидев Его, они были поражены, и сказала Ему Матерь Его: Дитя Мое, почему поступил Ты с нами так? Вот, отец Твой и Я с болью ищем Тебя. 49 И сказал Он им: что же вы искали Меня? Не знали вы, что Мне надлежит быть во владениях Отца Моего? 50 И они не поняли слова, которое Он сказал им. 51 И Он ушел с ними и пришел в Назарет, и был в повиновении у них, и Матерь Его хранила всё это в сердце Своем.»

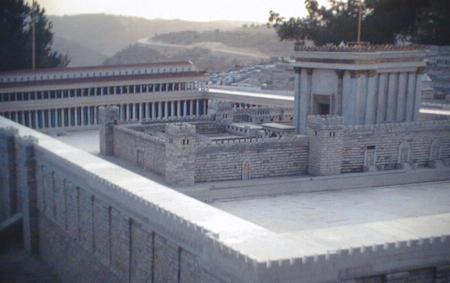
Модель Храма Ирода.

Художник Василий Поленов попытался изобразить эту сцену на своей картине «Среди учителей». Информация, содержащаяся в Евангелии, скудна, поэтому художнику пришлось домысливать, как могла проходить беседа. Учителя и Иисус сидят на полу храма на ковре без обуви. Иисус находится в середине, перед учителями, так как именно он является центром внимания всех окружающих. Иисус — единственный ребёнок в храме. Он одет в белые одежды. В храме полумрак, помещение освещается дневным светом с улицы. В храме несколько этажей. На втором этаже стоит мужчина и наблюдает за беседой учителей и мальчика. На заднем плане картины видна ещё одна группа людей, общающихся между собой. Второй иерусалимский храм, в котором реально происходило это событие, до нашего времени не сохранился (он был разрушен в 70 году). Изображения и описания этого храма современниками достаточно условны, поэтому художник мог дать простор своему воображению. Детально изображены архитектурные элементы: колоннада, внутренний дворик, лестница. На картине много персонажей, не относящихся к основной (центральной) группе.

## Особенности картины
Вот что пишет сам художник о задаче, которую поставил перед собой в цикле, посвящённом жизни Христа: «В евангельских сказаниях Христос есть настоящий, живой человек, или Сын человеческий, как он постоянно сам себя называл, а по величию духа Сын Божий, как его называли другие. Поэтому дело в том, чтобы и в искусстве дать этот живой образ, каким он был в действительности».
Поленову было важно сделать максимально достоверной атмосферу своей картины. Именно поэтому он (по его собственным словам) использовал натурщиков из еврейского квартала в Риме (гетто). С его точки зрения евреи гетто сумели сохранить традиции и национальный типаж благодаря своей изолированности от окружающего их христианского мира (в большей степени, чем евреи Палестины, где они смешивались на протяжении столетий с приходившими сюда завоевателями). В своём комментарии к картине художник называет имена реальных персонажей: Шимон Бар Иохай (в реальности он жил во II веке нашей эры), говоривший, что «нет ничего выше молчания», раввин Гиллел (самый авторитетный в это время богослов среди фарисеев), Никодим (будущий ученик Христа)... Один из самых важных персонажей для Поленова — сидящий напротив Христа фарисей. Его удивили и заставили задуматься слова Иисуса, в его сознании происходит нравственный переворот. Он «не будет ничьим последователем, но создаст свою мысль, свою этику, он будет одним из сотрудников Христа в деле нравственного совершенствования человечества, он будет одним из великих мыслителей, двигавших его нравственный рост. Таковыми были великие евреи — Гамалиил, Спиноза, Лассаль», — писал сам Поленов.
При входе в храм изображена женщина, охваченная радостью. Это — мать Иисуса. Марию художник изобразил на заднем плане, она не выделяется среди второстепенных персонажей.
Вот что сам Поленов писал о своей картине:

«Мы здесь присутствуем при одном из сильнейших и захватывающих моментов жизни Христа, это момент, когда всё то, что ещё туманно грезилось ему, тут под впечатлением всего слышанного впервые, может быть, сознательно оформилось. С этого момента начинается, вероятно, сознательная работа его мысли и сердца, работа, приведшая его в 33 года к открытой проповеди. Люди, окружающие его тут, разнообразны по типу; они как бы олицетворяют собой последующую жизнь всего христианства, все те элементы, с которыми ему пришлось и приходится сталкиваться».— Светлана Степанова. «Исполнялся премудрости». Истоки евангельской этики в трактовке Василия Поленова

## Галерея: Эскизы и этюды для картины

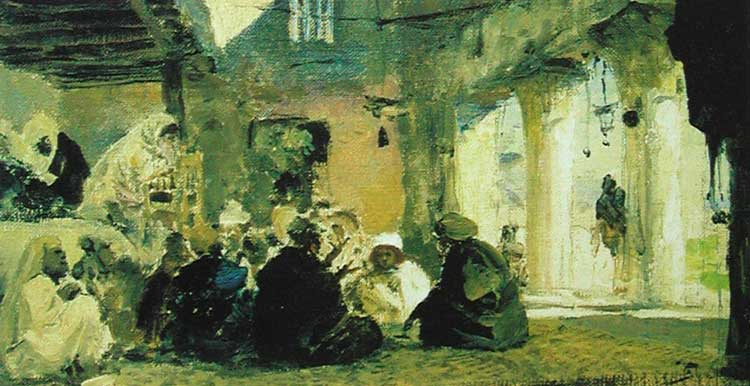
Эскиз к картине «Среди учителей»
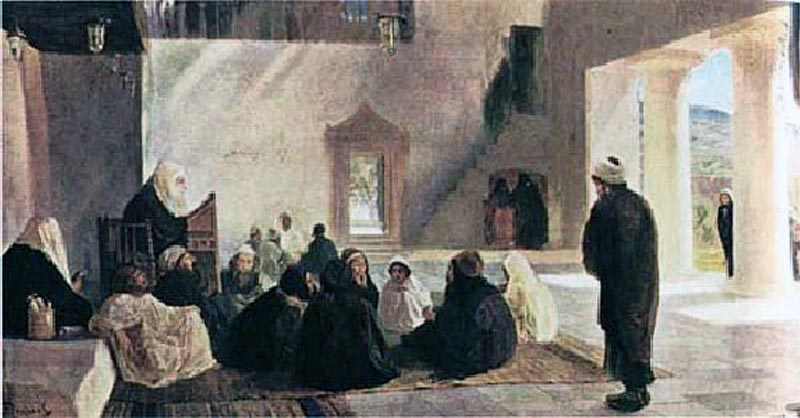
Среди учителей, 1895, эскиз к картине из Государственной Третьяковской Галереи
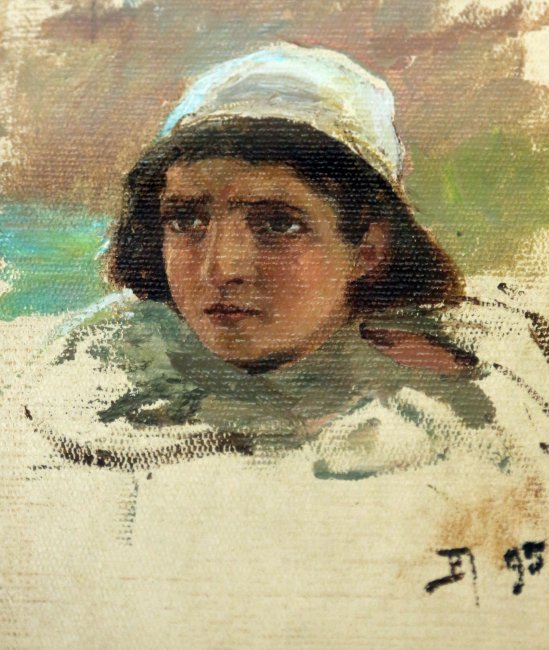
Голова мальчика (юный Иисус), 1895. Этюд для картины «Среди учителей»
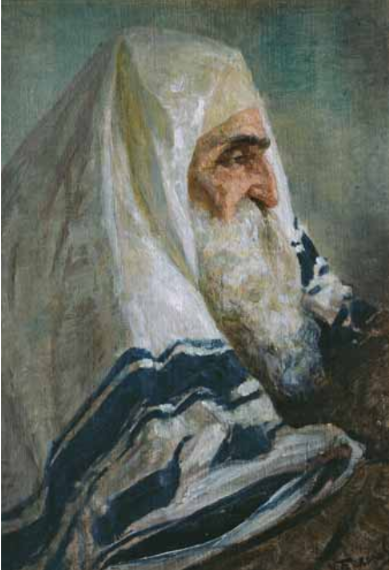
Рабби Гиллел, 1895. Этюд для картины «Среди учителей»